# Léry (Eure)
Léry település Franciaországban, Eure megyében. Lakosainak száma 1984 fő (2022. január 1.). Léry Les Damps, Pont-de-l’Arche és Poses községekkel határos.

## Népesség
A település népességének változása:
| Lakosok száma | 1036 | 1604 | 1791 | 2066 | 2077 | 2049 | 2033 | 2028 | 2013 | 1984 |
|               | 1968 | 1982 | 1990 | 2006 | 2013 | 2015 | 2017 | 2019 | 2020 | 2022 |